# Municipio de Preston (condado de Platte)
El municipio de Preston (en inglés: Preston Township) es un municipio ubicado en el condado de Platte en el estado estadounidense de Misuri. En el año 2010 tenía una población de 1540 habitantes y una densidad poblacional de 15,64 personas por km².

## Geografía
El municipio de Preston se encuentra ubicado en las coordenadas 39°27′34″N 94°38′36″O / 39.45944, -94.64333. Según la Oficina del Censo de los Estados Unidos, el municipio tiene una superficie total de 98.46 km², de la cual 98,34 km² corresponden a tierra firme y (0,12 %) 0,12 km² es agua.

## Demografía
Según el censo de 2010, había 1540 personas residiendo en el municipio de Preston. La densidad de población era de 15,64 hab./km². De los 1540 habitantes, el municipio de Preston estaba compuesto por el 97,66 % blancos, el 0,06 % eran afroamericanos, el 0,39 % eran amerindios, el 0,65 % eran asiáticos, el 0,13 % eran de otras razas y el 1,1 % eran de una mezcla de razas. Del total de la población el 1,62 % eran hispanos o latinos de cualquier raza.